# Publio Cornelio Rufino (dictador)
Publio Cornelio Rufino (en latín, Publius Cornelius Rufinus) fue un político y militar de la República romana que ocupó la magistratura de dictador. 

## Carrera pública
Ocupó la dictadura en el año 334 o 333 a. C., en la época de la segunda guerra samnita, eligiendo a Marco Antonio como magister equitum. La razón de su nombramiento fue el miedo a un ataque samnita unido a otro de los sidicinos.
Sin embargo, renunció al cargo debido a un defecto de forma en su nombramiento  y a los escrúpulos religiosos que dicho defecto conllevaba.